# Sebastian Stachnik
Sebastian Stachnik (* 14. Juni 1986 in West-Berlin) war ein deutscher Fußballspieler.

## Karriere
Der 1,85 m große Angriffsspieler begann seine Karriere beim Berliner Verein BSC Rehberge. Danach spielte er für Hertha Zehlendorf und Hertha BSC. Mit Hertha gewann er den DFB-Junioren-Vereinspokal 2003/04, bevor er 2006 zu Hannover 96 wechselte. Dort spielte er für das U-23-Team und erzielte in der Saison 2006/07 13 Treffer in der Oberliga Nord. Zur Saison 2007/08 schloss er sich dem 1. FC Kaiserslautern an. Er debütierte am 13. August 2007 im Profifußball, als er beim 1:1 gegen Borussia Mönchengladbach nach der Halbzeit eingewechselt wurde. Insgesamt kam er in seinem ersten Zweitligajahr achtmal zum Einsatz. Ab der Saison 2009/10 spielte Stachnik für den damaligen Regionalligisten Rot-Weiss Essen. Zur Saison 2010/11 wechselte er zu Sportfreunde Lotte.
Ab der Saison 2011/12 spielte er für den niederländischen Zweitligisten Helmond Sport in der Jupiler League. Zur Saison 2013/2014 wechselte er zu FC Viktoria 1889 Berlin, wo er  bis Ende 2014 in der ersten Mannschaft und anschließend ein halbes Jahr in der zweiten Mannschaft spielte. Am Ende der Saison 2014/2015 beendete er seine Karriere.